# Flushing Meadow Challenger 1997
Il Flushing Meadow Challenger 1997 è stato un torneo di tennis facente parte della categoria ATP Challenger Series nell'ambito dell'ATP Challenger Series 1997. Il torneo si è giocato a Flushing Meadow negli Stati Uniti dal 1° al 6 luglio 1997 su campi in cemento.

## Vincitori

### Singolare
Gianluca Pozzi ha battuto in finale  Tommy Ho con il punteggio di 6–1, 6–4

### Doppio
Geoff Grant /  Mark Merklein hanno battuto in finale  Michael Joyce /  David Witt con il punteggio di 6–1, 6–4